# Brochant
Brochant - stacja linii nr 13 metra  w Paryżu. Stacja znajduje się w 17. dzielnicy Paryża. Została otwarta 20 stycznia 1912.